# Juicy Couture

Juicy Couture-Logo

Juicy Couture ist eine kalifornische Modemarke, die dem Modeunternehmen Authentic Brands Group zugehörig ist. Produkte unter dem Label werden hauptsächlich in den USA verkauft. Neben ihren Mode- und Accessoirelinien für Frauen vertreibt Juicy Couture Kinder-, Baby- und Tierkollektionen. Das Unternehmen hat seinen Sitz in Arleta, einem Stadtteil von Los Angeles im San Fernando Valley.

## Geschichte
1994 gründeten Gela Nash-Taylor und Pamela Skaist-Levy ihr eigenes Modelabel Travis Jeans, welches Schwangerschaftshosen verkaufte. 1996 änderten sie den Namen des Labels in Juicy Couture um. Sie wollten ursprünglich mädchenhafte, erschwingliche Mode entwerfen. Mittlerweile kosten die meisten der Juicy-Couture-Kleidungsstücke jedoch über 100 €. Da sie bei der Unternehmensgründung nicht viel Geld zur Verfügung hatten, sandten sie ihre Trainingsanzüge an Stars wie Madonna, die dem Label so kostengünstige Publicity verschaffte. 2003 wurde Juicy Couture von Liz Claiborne Inc. aufgekauft. Bis 2004 war Juicy Couture ein kleines Label und in nur wenigen Läden in Amerika zu kaufen. Anfang 2009 betrieb die Liz Claiborne Inc weltweit 61 Juicy-Couture-Läden mit einer durchschnittlichen Ladengröße von 340 m² sowie weitere 33 Outlet-Stores. Juicy Couture erreichte 2008 einen Umsatz von 604,6 Mio. USD.
2006 stellten Taylor und Levy eine neue Modelinie mit dem Namen Couture Couture vor, die 20 höherpreisige Kleidungsstücke enthielt. Die erste Haus- und Schlafanzug Kollektion Choose Sleep wurde 2008 vorgestellt. Zum 7. Oktober 2013 verkaufte Liz Claiborne (nun Fifth & Pacific Companies) das Unternehmen an die Authentics Brands Group.

## Produkte
Juicy Couture bietet hauptsächlich Frauenbekleidung an. Daneben werden Taschen, Schuhe, Schmuck, Tier-Zubehör und Parfüm angeboten. Die meisten der Produkte sind aus Velours, besonders ihre bunten, meist mit lustigen Schriftzügen bedruckten Trainingsanzüge. Juicy Couture ist für seine Slogans auf den Kleidungsstücken bekannt. Ihre Slogans kommen nie in zwei verschiedenen Modelinien vor.